# История Запорожья
Запорожье, родная земля казачества, привлекает внимание краеведов, историков и туристов. Благоприятный климат и удачное географическое положение Запорожья способствовали заселению края человеком с незапамятных времен. Древнейшие стоянки первобытных людей в речной долине Днепра относятся к эпохе среднего палеолита.

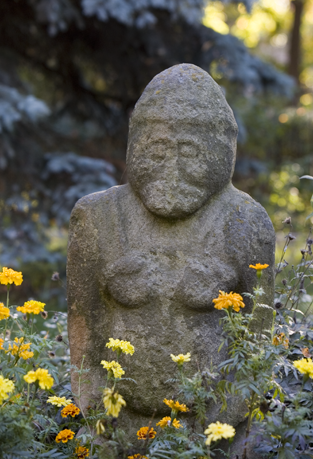
Подобные каменные бабы найдены вблизи г. Запорожье

Датой основания Запорожья долгое время считался 1770 год — год закладки Александровской крепости. Однако 27 июня 2014 года депутаты горсовета утвердили датой основания Запорожья 952 год — год окончания трактата «Об управлении империей» византийского императора Константина VII Багрянородного «как первого письменного упоминания о существовавших городищах на обоих берегах Днепра и острове Хортица». В указанном трактате упоминаются переправа Крария (отождествляемая с Кичкасской переправой) и остров Св. Григория (о. Хортица). В 2022 году Запорожская область была подвергнуто аннексии со стороны России после вооружённого вторжения российских войск на территорию Украины. Тем не менее, сам город не является спорной территорией, а большая часть области была оккупирована ВС РФ, сам город контролируется правительством Украины.

## Древнее время
Под Запорожьем исследовано семь стоянок позднего палеолита.
В VII веке до н. э. Северным Причерноморьем владели скифы. Археологическое исследование Каменского городища, расположенного в Запорожской области на берегу Днепра у города Каменка-Днепровская, показало, что в эпоху расцвета Скифского царства оно являлось административным и торгово-экономическим центром степных скифов.
В IV веке н. э. эти земли захватили гунны, в VI веке — авары, в VIII веке — хазары.
После разгрома Хазарского каганата в 960-е годы киевским князем Святославом на земли Таврии пришло новое кочевое племя — печенеги. Именно они в 972 году на днепровских порогах разбили отряд Святослава, который погиб в этом столкновении. Существует также мнение, что князь погиб на острове Хортица возле Чёрной скалы.
Об острове Хортица было известно со времён Киевской Руси. Ниже острова по течению Днепра после порогов восстанавливался водный путь из варяг в греки. Порожный участок реки от нынешнего города Днепр до Запорожья растянулся почти на 75 км. Место, где сейчас находится плотина ДнепроГЭСа, было самым узким в низовьях Днепра, поэтому здесь была известная переправа, которой в разные исторические периоды пользовались скифы, печенеги и половцы, а впоследствии — крымские татары, турки, славяне. Позднее это место контролировалось казаками Запорожской Сечи. На острове Малая Хортица (остров Байда) в 1552 году волынским князем Дмитрием Вишневецким был заложен деревянно-земляной замок, который некоторые историки считают прототипом Запорожской Сечи.
На острове Хортица у Протолчего брода собирались для совместных военных действий отряды древнерусских князей в 1103, 1190, 1223 (Битва на реке Калке) гг.

### Вознесенский археологический комплекс

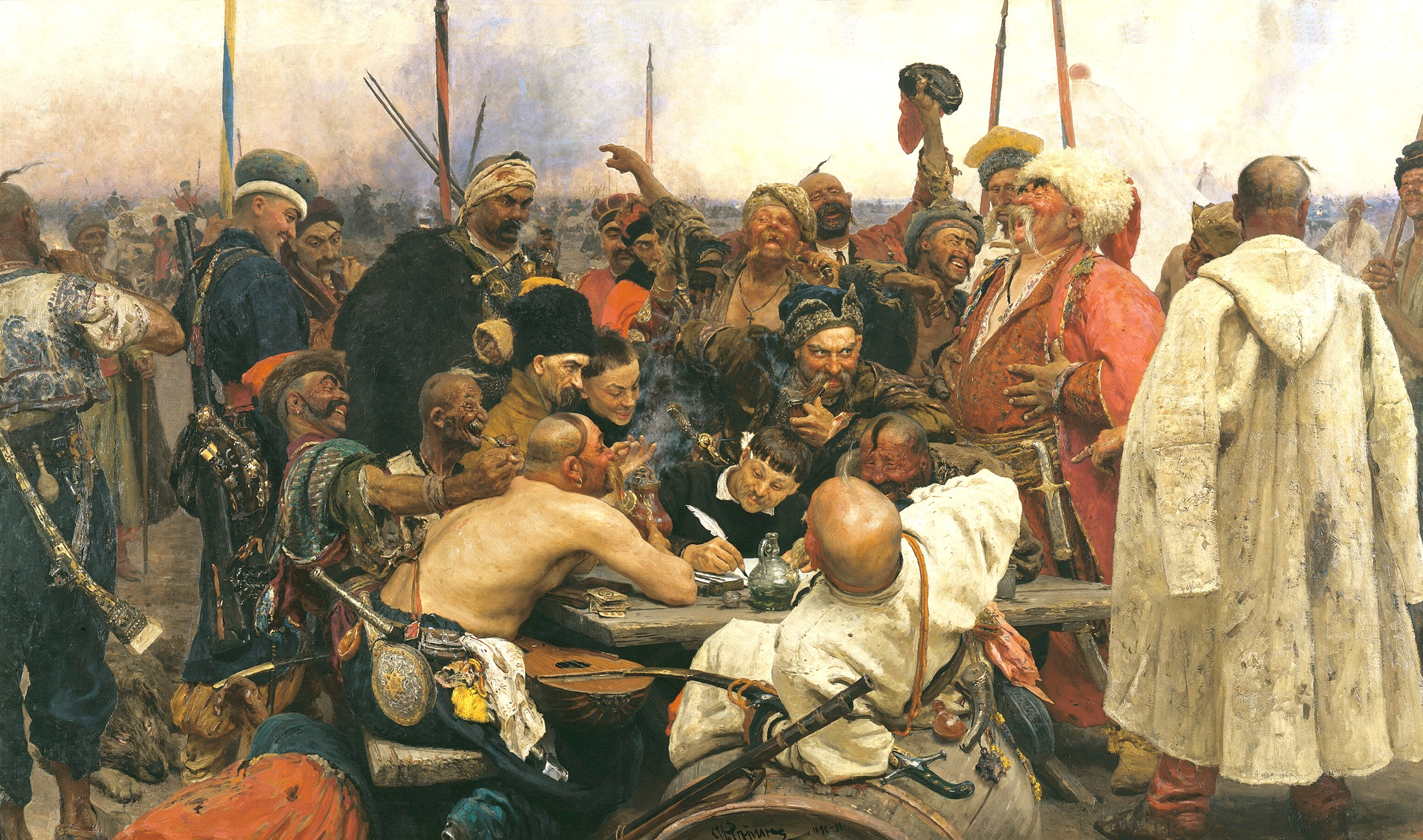
Запорожские казаки пишут письмо турецкому султану, Илья Репин, 1880.

В 1929 году в черте современного города, рядом с бывшей деревней Вознесенка, был обнаружен археологический комплекс, представляющий наземное каменное сооружение с кладом конца VII — начала VIII веков, известным как «вознесенский клад». Комплекс связывают с хазарами, булгарским ханом Аспарухом (VII в.), князем Святославом Игоревичем (X в.). Одним из возможных мест гибели князя Святослава (972 год) считается остров Хортица. Точное место, где располагался вознесенский комплекс, неизвестно — отчёт о его раскопках был утерян.

### Городок Вишневецкого
На острове Малая Хортица (остров Байда) в 1552 году волынским князем Дмитрием Вишневецким был заложен деревянно-земляной замок, который некоторые историки считают прототипом Запорожской Сечи.

## Основание и развитие города

### Александровская крепость (1770—1806)
В 1764 году, во второй год правления Екатерины II, была образована Новороссийская губерния, в границах которой оказалась территория всей современной Запорожской области. С началом в 1768 году войны против Османской империи возникла необходимость защиты южных границ губернии от Крымского ханства. В начале 1769 года 2-я армия генерала П. А. Румянцева отразила вторжение крымских татар и вышла на побережье Азовского моря. После этого, в 1770 году императрицей было принято решение о строительстве семи крепостей от днепровских порогов до Азовского моря — Днепровской оборонительной линии. Согласно планам, линия должна была, с одной стороны, защитить край от татарских нападений, а с другой — обеспечить усиление контроля над землями Войска Запорожского Низового со стороны Российской империи.
Нет однозначной точки зрения, в честь кого была названа крепость. Называются имена генерал-фельдмаршала Александра Голицына, князя Александра Вяземского; существует мнение, что крепость названа Екатериной II в честь святого, чьё имя было указано в церковном календаре за первую половину 1770 года.
Осенью 1770 года крепость заложили между притоками Днепра речками Кушугум и Мокрая Московка, но после весеннего половодья стало ясно, что место выбрано неудачно. В итоге крепость перенесли на левый берег речки Сухая Московка.
В 1774 году при появлении чумы в трёх верстах от крепости, на левом берегу Московки, был учреждён пограничный карантин, вскоре ставший посёлком «Карантинка». Тогда же возникла первая линейная аптека.
К 1775 году строительство крепости завершилось. Крепость была довольно мощным укреплённым пунктом, занимала площадь около 105 десятин (130 га).
С самого начала существования Александровской крепости близ неё начал формироваться так называемый «форштадт» (от нем. Vorstadt, «предместье»). В форштадте сначала селились строители-крестьяне, каторжники, обслуживающий крепость персонал, отставные солдаты.
С июня 1775 года согласно манифесту Сената от 3 августа 1775 года, земли южнорусских степей, называемые «Диким полем», по Кючук-Кайнарджийскому договору (1774) вошли в состав Российской империи. В том же году по приказу Григория Потёмкина генерал П. Текели разрушил Запорожскую Сечь.
В 1778 году был создан Александровский уезд, но через пять лет он был упразднён.
В 1782 году в Александровской крепости была произведена первая перепись населения, её данные не сохранились. Согласно сохранившейся исповедной росписи Покровской церкви 1783 года в «фурштате» Александровске состояло 73 двора, всё население 1230 душ, в том числе 886 мужчин и 344 женщины.
После присоединения Крымского ханства к Российской империи в 1783 году Днепровская линия утратила своё значение и была упразднена, однако две самые крупные крепости — Александровскую и Петровскую — оставили. Они считались военными объектами лишь во время царствования Екатерины II; в 1800 обе крепости были исключены из табеля пограничных укреплённых пунктов.
В 1785 году Александровский фурштат стал посадом, то есть поселением городского типа, получив право на открытие городских учреждений. Первым из них стала ратуша.
Первым бургомистром, (или «городовым атаманом», как называли его горожане) стал мещанин Николай Коронфель. Новый посад относился сначала к Новомосковскому, затем — к Павлоградскому уезду.

Состав ратуши и причастных к ней выборных лиц:
- бургомистр (первый — Коронфель, Николай Яковлевич),
- два ратмана,
- гражданский староста,
- два словесных судьи,
- городовой маклер,
- секретарь канцелярии,
- два писца канцелярии.

С 1770 по 1797 год население города пополнялось ссыльными — «колодниками» и «каторжниками», людьми, по преимуществу, из великороссийских губерний. Их поселяли по реке Московке, между посадом и крепостью. Крепостной вал проходил по современной улице Школьной, которая раньше так и называлась — Валовая. Жили поселяне в землянках или в крошечных мазанках; посёлок назывался «Невинчаный куток», а затем, когда разросся, — «Солдатская слобода».
22 мая 1787 года Екатерина Великая во время путешествия по Днепру останавливалась и ночевала в селе Верхняя Хортица в доме титулярного советника Черткова.
C 1791 по 1917 год Александровск находился в черте оседлости для евреев Российской империи.

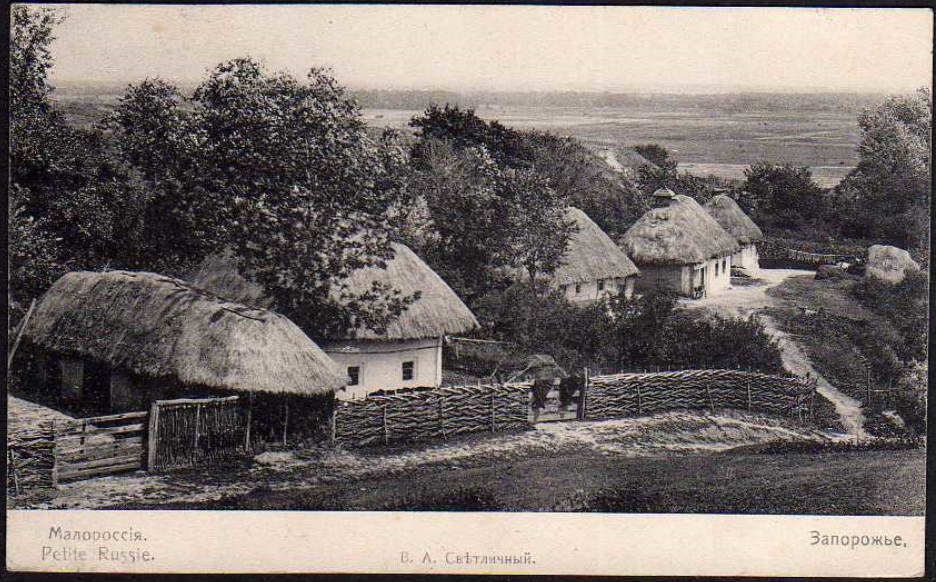
Мазанки форштадта Александровск

Поселение развивалось, Александровский посад стал в конце столетия транспортным центром — именно через него шли товары для строительства Херсона и Черноморского флота. В конце XVIII века город не получил значительного развития; население посада росло медленно. С ростом торговой роли Одессы и изменением направлений главных торговых путей в регионе Александровск начал приходить в упадок; этому способствовало и упразднение в 1797 году Днепровской укреплённой линии.

#### Меннониты

Карта немецких поселений вблизи Александровска, 1914 год

В 1787 году по распоряжению Екатерины II во вновь завоёванных пустых землях Таврии были выделены районы для освоения немецким переселенцам — протестантам-меннонитам, и в 1789 году началось переселение немцев-меннонитов из дельты Вислы (район городов Гданьска и Эльблонга). Переселение меннонитов было связано с религиозными притеснениями в Германии. Меннонитам в России были предоставлены свобода вероисповедания и свобода от военной и гражданской службы, освобождение от всех податей на 10 лет, каждой семье было отведено по 65 десятин земли, а также дано по 500 рублей на проезд и обзаведение. В свою очередь, меннониты должны были предоставлять квартиры и подводы для проходивших через их селения войск, содержать дороги и мосты, а также платить земельную подать. Вокруг крепости было основано не менее 23 немецких сёл (420 семей), среди них Верхняя Хортица (нем. Chortitza) и Нижняя Хортица (нем. Nieder Chortitza), Бабурка (нем. Burwalde), Кичкас (нем. Einlage), Капустянка (нем. Blumengart). Село Шёнвизе (нем. Schönwiese, «прекрасный луг») впоследствии стало районом города Александровск. Сейчас это часть города между шёнвизским мостом через реку Мокрая Московка и вокзалом «Запорожье-1».

#### Упразднение Сечи
В это же время территория заселялась русскими крестьянами, отставными солдатами, тогда как большинство запорожских казаков было переселено на Кубань, где они стали кубанскими казаками.

### Александровск (1806—1921)

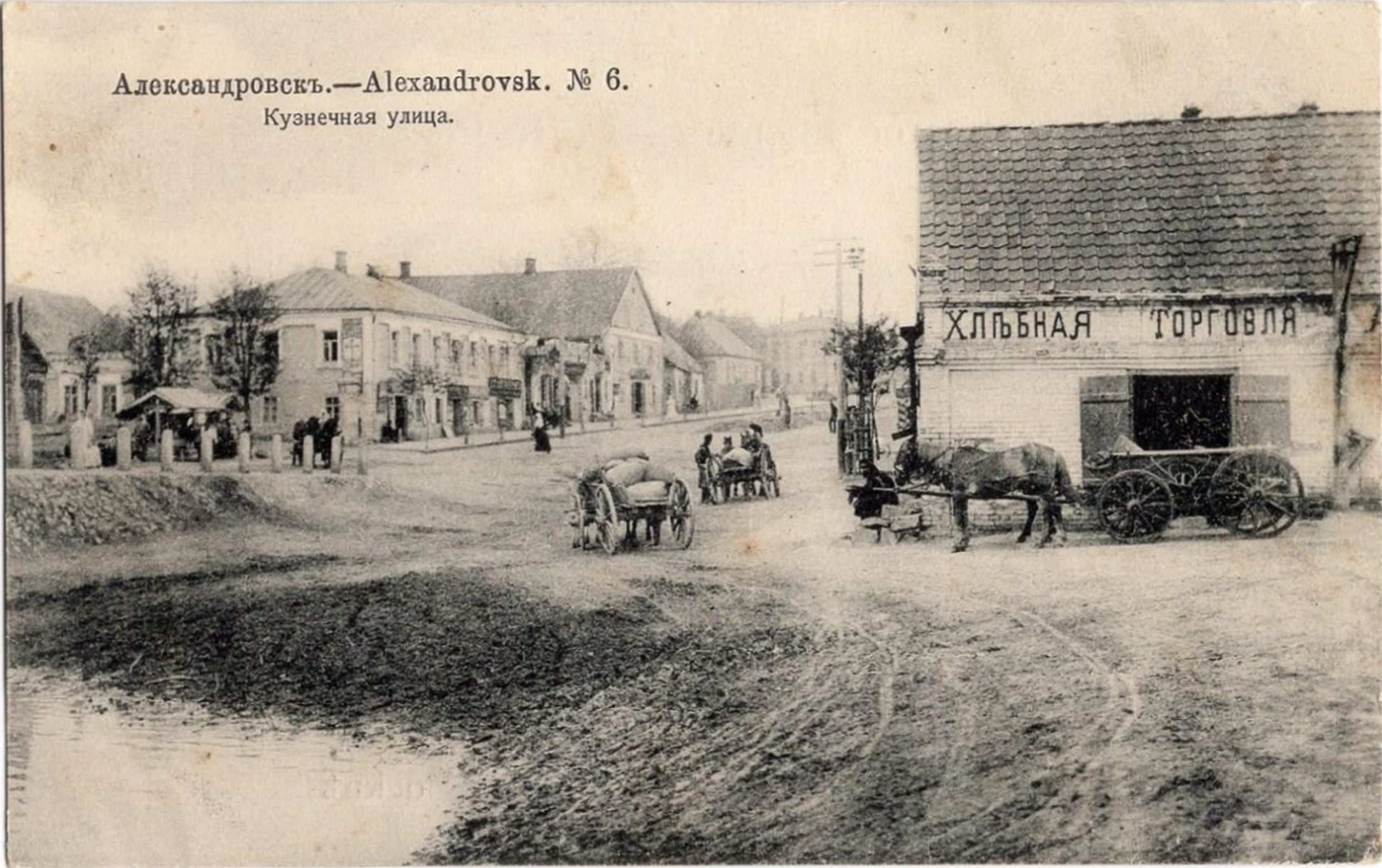
Александровск в конце XIX века. Улица Кузнечная

Александровская крепость переросла к 1806 году в Александровск — уездный город Екатеринославской губернии. Открылись городская дума, почта, суды, казначейство, дворянская опека. Накануне, в 1804 году, здесь насчитывалось около 2000 жителей. В 1833 году в Александровске и окружающих землях был большой голод. К концу 1850-х годов Александровск был одним из незначительных городов в губернии. Отсутствовали водопровод и канализация, действовала одна больница на 25 коек, главным образом для военнослужащих.
По данным переписи 1897 года в городе жили 18 849 человек, из них 8 101 (42,98 %) указал украинский (в переписи — «малорусский») язык родным, идиш («еврейский») — 5 248 (27,84 %), русский («великорусский») — 4 667 (24,76 %), немецкий — 370 (1,96 %), другие языки — 463 (2,46 %).

#### Открытие железнодорожного сообщения
Наличие пристани на Днепре, находящейся ниже порогов, а также строительство железной дороги из центра России в Крым способствовало росту Александровска. 15 ноября 1873 года был открыт участок Екатерининской железной дороги от Лозовой до Александровска. Был построен первый вокзал, названный Южным (ныне Запорожье-І) — деревянный, небольшой, всего в один этаж. Здание было разрушено во время второй мировой войны.
Спустя два года было завершено строительство дороги до Севастополя. По железной дороге грузы (хлеб, уголь, скот, лес и др.) доставлялись к Александровску, где перегружались на баржи и сплавлялись вниз по Днепру к морским портам, главным образом в Одессу. В результате город постепенно стал превращаться в важный транспортный узел Новороссии, в нём начала развиваться промышленность.
В 1903 году была построена железнодорожная станция Александровск-I (ныне Запорожье-II).

#### Промышленность

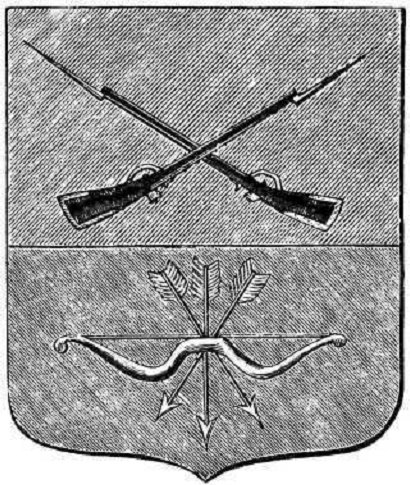
Герб Александровска, утверждённый 20 июля 1811 года

Появляются новые промышленные предприятия мануфактурного типа. В начале века действовали казённые галетная и суконная фабрики, где было занято более 100 рабочих. Позже возникают три кирпичных завода.
В 1863 году Абрагам Копп, сын немецкого колониста Якоба Коппа, открыл на Хортице мастерские по производству соломорезок и металлических деталей к ветряным мельницам. В 1870-х годах в городе работало уже 5 заводов сельскохозяйственного машиностроения. В 1878 году начал работать завод сельскохозяйственных орудий Гильдебранта и Присса.
В 1871 году в селе Хортица предприниматели Питер Лепп и Андреас Вальман, основав торгово-промышленное товарищество «Лепп и Вальман», ввели в действие завод по производству сельскохозяйственных машин (жаток, сеялок, веялок, молотилок, плугов и других). В то же время в колонии Кичкас вступил в строй завод сельскохозяйственных машин. В 1888 году Абрагам Копп открыл филиал завода в Шёнвизе (сейчас в Коммунарском районе). В 1903 году из его цехов на рынок поступило 3000 сельхозмашин.
Строительство второй Екатерининской железной дороги, прошедшей через Александровск и соединившей в 1902 году Криворожский железорудный и Донецкий угольный бассейны, а также значительное расширение днепровской речной гавани и порта в устье реки Мокрой Московки дали новый мощный толчок развитию города и его экономики. Была сооружена вторая железнодорожная станция — Александровск-II (ныне Запорожье-II).

#### Районы и улицы Александровска
Бывшие запорожские казак Иван Нескреба, при поддержке Летючаго, Гайдука, Кошеницы, Зозули, Хоза и др. рыбаков, в 1781 году основали за речкой Сухая Московка слободу Нескребовку, которая в первые годы своего существования прописывалась то Подгородней, то Александровской слободой. В 1795 году Нескребовка получила официальное наименование войсковой слободы Вознесенки. Впоследствии в селе Вознесенка селились солдаты с семьями, отслужившие 25 лет.
Другими поселениями на территории современного Запорожья, являлись:
- Великий Луг (современный Днепровский район),
- Крутой Яр (Шевченковский район),
- слободка Подгородня, или Нескребовка с 1781 года (позже, с 1795 года — Вознесенка) (современный Вознесеновский район),
- предместье Карантинка (Коммунарский район),
- Невинчанный куток (позже — Солдатская слобода) (Александровский район) (район Малого Рынка),
- менонитская колония Шенвизе (около «ЗАЗ»), основана в 1797 году[18],
- три немецкие менонитские колонии у Кичкасской переправы (с 1790 года):
  1. Кичкас,
  2. Эйнлаге,
  3. Кронсвейде,
- Восемь немецких поселений в урочище Хортица (с 1789 года),
- Верхняя Хортица.

#### 1904—1906 гг.
В феврале 1904 года была объявлена война Японии. В город начали стекаться призывники-ополченцы.
В конце 1904 года в противодействии подпольным партийным ячейкам начал энергично проявлять себя назначенный жандармским ротмистром А. И. Будогосский. Ему противодействовал александровский комитет РСДРП.
13 октября 1905 года в Александровске произошла забастовка. В ней приняли участие ученики механико-технического училища. Когда стало известно, что реакция начала создавать «черную сотню», революционная часть учащихся записалась в рабочие дружины, одним из них был Влас Чубарь.
17 октября 1905 года в Александровске была получена телеграмма с царским манифестом. Уже 19 октября по городу были расклеены воззвания местной ячейки РСДРП, приглашавшие на митинг в Народный Дом.
В Александровске действовала черносотенная организация «Союз Михаила Архангела».
6 (19) декабря 1905 в Александровске по случаю тезоименитства Николая II должна была состояться патриотическая манифестация. Эта демонстрация, однако, при поддержке жандармского ротмистра А. И. Будогосского, могла стать началом погрома. Опасаясь осложнений, губернатор Екатеринославской губернии А. Нейдгардт предписал александровским властям не допускать «патриотической» демонстрации.
8 декабря утром была получена телеграмма из Екатеринослава с сообщением о начавшейся там стачке и с призывом присоединиться к ней. Первыми в этот же день забастовали телеграфисты станции Александровск. Восстание в Москве 9 (22) декабря 1905 послужило сигналом к выступлению рабочих Александровска. 10 декабря здесь началась общегородская политическая стачка, вылившаяся в вооружённое восстание 11—14 декабря. Рабочие дружины захватили телеграф, управление железной дороги, Южный вокзал.
Бой рабочих с жандармами, правительственными войсками и черносотенцами состоялся 14 декабря 1905 года. Часть рабочих укрылась на втором этаже недостроенного дома Минаева (проспект Соборный, 6) и оттуда вела обстрел черносотенцев. Среди восставших было около 30 учащихся механико-технического училища. Последним оплотом восставших стало здание Южного железнодорожного вокзала. В ходе 6-тичасового боя было убито и ранено около 50 человек.
Александровское вооружённое восстание было подавлено, из задержанных рабочих многие были осуждены на казнь или на долгосрочную каторгу.
В память о погибших рабочих в 1930 году по решению Запорожского окрисполкома на братской могиле (в сквере на ул. Баррикадной) был установлен обелиск с надписью: «Борцам революции 1905—1907 годов. 1905—1930». Хотя обелиск несколько раз менял своё местонахождение, он не погиб во время войны: его спрятали местные жители и уже в мирное время торжественно открыли ещё раз.
15 февраля 1906 года заведующий Особым отделом Департамента полиции статский советник Н. А. Макаров подал рапорт министру внутренних дел П. Н. Дурново с обвинением жандармского ротмистра А. И. Будогосского в организации еврейского погрома в Александровске. Впоследствии этот рапорт стал достоянием гласности. Опубликованный в газете «Речь» № 63, 3 мая 1906 года, он горячо обсуждался в Государственной думе.
В начале XX века начался экономический подъём, сопровождавшийся ростом капиталов. Цены на землю в городе начали расти, и одним из наиболее привлекательных способов вложения денег стало строительство коммерческой недвижимости, такой как доходные дома.

#### Революция и гражданская война
1917 г.
После Октябрьской революции 1917 года власть в Александровске перешла к Совету, в чьём составе доминировали меньшевики и эсеры. С началом конфликта между Центральной Радой и Советской Россией, 22 ноября 1917 г., большинством голосов (147 против 95) александровский совет принял решение об интеграции в Украинскую Народную Республику. Прибытие в город подразделений украинских гайдамаков усилило это решение.
В декабре 1917 года лидер анархистов-коммунистов Маруся Никифорова вступила в переговоры с большевиками с целью свержения в городе власти существующего Совета. К середине декабря приготовления к восстанию были закончены. Большевики тайно получили оружие, и им удалось договориться с отрядом черноморских матросов-анархистов поддержать восстание. 12 декабря 1917 года лидер матросов Мокроус в сопровождении конвоя явился на объединённое заседание александровского совета и заводских комитетов города и добился передачи власти в городе Совету исключительно большевистско-левоэсэровско-анархистского состава. Был создан штаб для ведения боевых действий против гайдамаков. Отряды большевиков и анархистов вынуждены были оставить город и обратиться за помощью к «рабочим и крестьянам». Подмога вскоре прибыла в виде питерских и московских отрядов Красной гвардии. 2 января 1918 года, уступая возникшему значительному перевесу в силах противника, гайдамаки отступили на Правобережье.
1918 г.
Власть в городе перешла в руки новоизбранного ревкома. Председателем ревкома был избран большевик Т. Михелович, его заместителем — М. Никифорова, председателем «военно-революционной комиссии» — Н. Махно. В обязанности Махно вменялось решать судьбу арестованных большевиками людей, обвинявшихся в контрреволюционной деятельности.
В это время на помощь восставшему против большевиков донскому атаману Каледину возвращались с фронта донские казаки. Пропустить их через Александровск было невозможно по многим причинам. Но задержать казаков тоже было проблематично. Посовещавшись, ревком решил попытаться остановить и разоружить казаков на Кичкасском мосту. 7 января 1918 года александровские отряды большевиков и «чёрные гвардии» Н. Махно и М. Никифоровой перешли на правый берег Днепра и окопались. Вскоре появились казаки, и стороны, связавшись по телефону, договорились о проведении переговоров. Делегации встретились на полдороге между станциями Кичкас и Хортица. Н. Махно и М. Никифорова входили в состав делегации. Переговоры закончились безрезультатно.
Развинтив рельсы, ревкомовские силы стали ждать неприятельского наступления. Вскоре показались казачьи эшелоны. Машинист первого эшелона, увидев перед собой разрушенные пути, резко дал задний ход, и состав столкнулся со следующим за ним эшелоном. Вагоны сошли с рельс, погибли люди и лошади. Остальные эшелоны, узнав о крушении и демонстрируя полное отсутствие боевого духа, уехали в сторону Никополя. Через час прибыла новая делегация, которая фактически капитулировала перед силами александровского ревкома. Разоружение казаков затянулось на вторую половину января 1918 г. Офицеров и казаков разоружили, обещая отпустить домой. Не желающих подчиниться бросали с моста в Днепр на верную смерть. М. Никифорова и Н. Махно вернулись на свои ревкомовские должности. В конце января 1918 г. Н. Махно оставил должность и вместе с отрядом гуляйпольцев собрался домой. Маруся была против их ухода, но её просьбы остаться не возымели на Н. Махно никакого влияния.
1919 г.
Вторая половина весны 1919 года была звёздным часом для федерации анархистов Александровска, пользовавшейся откровенным покровительством Махно. Никогда ни до, ни после этого численность александровской федерации не достигала 300 чел. Среди учащихся реального училища даже возник её молодёжный филиал, состоящий в основном из представителей еврейской молодёжи. Начальник уездного особого отдела жаловался на засилие анархистов в советских учреждениях города.
1920 г.
В 1920 году на юге области сосредотачивались силы Красной Армии для штурма Перекопа, Крым (об этом читайте в романе Алексея Толстого «Хождение по мукам»).
В условиях послевоенной разрухи жителям Запорожья приходилось восстанавливать свой город.
Был создан трест, куда вошли все предприятия, образовав так называемые большую и малую группы заводов. Завод сельхозмашиностроения (№ 3) возобновил работу 18 марта 1921 года в день юбилея Парижской Коммуны, в честь которой и стал именоваться завод «Коммунар» (современный «ЗАЗ»).
В 1921 году Александровск был переименован в Запорожье. Это решение 28 марта 1921 года принял Всеукраинский ЦИК (ВУЦИК), возглавляемый Григорием Петровским.

### Запорожье
В 1923 году город стал центром образованного Запорожского округа.
Национальный состав Запорожского городского совета в 1927—1928 г.: украинцы — 49,8 %, русские — 24 %, евреи 19,2 %, немцы — 2,0 %.

#### Строительство Днепровского промышленного узла (ДнепроГЭС)

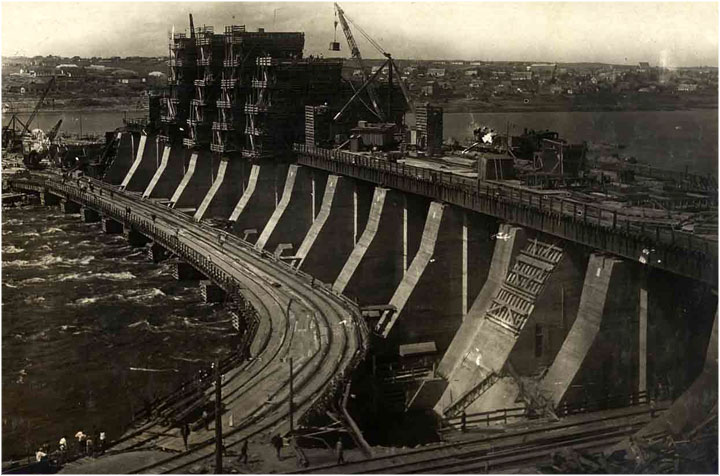
Строительство ДнепроГЭС

Создание Днепровского промышленного узла проводилось под руководством ГИПРОМЕЗа (Государственного института проектирования металлургических заводов), который в свою очередь пользовался рекомендациями, чертежами и проектами американской компании Freyn Engineering Company of Chicago.
В результате оказалось, что металлургическая промышленность СССР стала работать по американским стандартам. По проектам Freyn Company были воздвигнуты самые современные на то время доменные печи, American Engineering Company отвечала за краны и загрузочные машины, немецкая Demag AG — за прокатное оборудование. В 1935 г. American United Engineering and Foundary установила прокатный стан, который осуществлял как холодно-, так и горяче-катанный прокат с годовой ёмкостью 600 тыс. тонн. Ширина проката составляла 66 дюймов. Одновременно в Кривом Роге американские специалисты налаживали современные способы добычи железной руды.
Поворотным моментом в истории города стало строительство Днепровской гидроэлектростанции (начато в 1927, первый пятилетний план). Первая очередь ДнепроГЭСа была запущена 10 октября 1932. С пуском ДнепроГЭСа были затоплены днепровские пороги, и открылось сквозное судоходство по Днепру. На энергетической базе ДнепроГЭСа развернулось строительство крупного промышленного комплекса чёрной и цветной металлургии.

##### Большое Запорожье
В середине 1928 года профессор И. Г. Александров обратил внимание на необходимость плана развития города вокруг строящегося ДнепроГЭСа. Под руководством академика архитектуры И. В. Жолтовского была проведена подготовительная работа: проанализированы данные о местности, почве, климате, существующих коммуникациях. В сентябре того же года Совет Народных комиссаров УССР объявил конкурс на составление схемы планировки Большого Запорожья. В конкурсе участвовала бригада, возглавляемая академиком архитектуры А. В. Щусевым, и группа Харьковского политехнического института под руководством архитектора Б. В. Сакулина. 3 июля 1929 г. было вынесено решение о присвоении первой премии зодчим Украины. В апреле 1930 г. все работы по проектированию города были переданы во вновь созданный институт Гипроград УССР, а 29 апреля 1932 г. проект города был утверждён. Авторами проекта были И. И. Малоземов, П. П. Хаустов, архитекторы В. С. Андреев, А. М. Касьянов, С. М. Клевицкий, В. М. Орехов, Б. И. Приймак, экономист Г. В. Шелейховский. Новое Запорожье проектировалось как бы обособленно от старого Александровска, который при этом становился не основой, а лишь автономной единицей цельного градостроительного образования. И. И. Малоземов писал, что «Большое Запорожье … представляет собой город-созвездие, состоящий из отдельных районов, взаимосвязанных и обуславливающих друг друга и вместе представляющих единый городской организм». Проект предполагал создание 7 районов — Александровска, Воскресенки, района Днепрокомбината, Павло-Кичкаса, Кичкаса, острова Хортицы и резервного района Бабурки, с тем, чтобы в городе могло проживать около полумиллиона человек. С другой стороны, в основу планировки была положена схема «города-линии», то есть в основном районы располагались вдоль береговой линии Днепра на протяжении 22 километров.
Архитектурные качества проекта были настолько значительны, что макет его был представлен на Всемирной выставке 1939 г. в Нью-Йорке как образец высокой культуры социалистического градостроительства .

##### Соцгород
Между плотиной и промышленной площадкой, где строились заводы, в 10 км от центра старого Александровска был заложен посёлок № 6, получивший название Соцгород. Идеалистически доктринерский пафос 1920-х годов отразился в бурной дискуссии о социалистическом расселении. Архитекторам всерьёз казалось, что, создавая новую архитектурную оболочку, они создают новый мир. Архитектурные, профессиональные идеалы чрезвычайно тесно переплетались с общественными. В результате сугубо эстетическая выразительность стремительных перспектив, чистых линий и грандиозных, залитых светом пространств на чертежах стала существенным аргументом в пользу радикальных социальных программ полного обобществления «нового быта», «социалистического города». Шестой посёлок был одним из очень немногих реальных воплощений ранних социально-градостроительных концепций. Строительство его, начатое в 1929 г., к 1932 г. было практически завершено. В концепцию строительства Соцгорода были заложены идеи строительства города будущего, города-сада. В Соцгороде были построены многоэтажные дома (не более 4 этажей) с просторными комфортабельными квартирами. В настоящее время территория Шестого посёлка охватывает площадь от плотины до улицы Верхняя. Н. Д. Колли, В. А. Веснин, Г. М. Орлов, В. Г. Лавров и др. являлись разработчиками сооружений Днепрогэса и жилых кварталов г. Запорожья (1927—1932). При проектировании домов использованы идеи советского градостроительного авангардизма. Знаменитый «круглый дом» (ул. Независимой Украины, дом 31) построен по проекту архитектора Лаврова.
На углу пр. Соборного и Металлургов архитектор И. Л. Козлинер установил семиэтажную башню. Ещё одна стройная девятиэтажная башня с шатром и шпилем (авторы И. Л. Козлинер, Л. Я. Гершович) увенчала угловой дом (пр. Соборный и ул. Верхняя), оформлявший въезд в Шестой посёлок со стороны старой части города. Перекличка двух вышедших за красную линию башен, более высокой — на переднем плане и приземистой семиэтажной, расположенной через два квартала, подчёркивает глубинную перспективу, создает ритм и масштаб главной улицы.
Нынешний проспект Металлургов назывался до войны Аллеей Энтузиастов (во время оккупации — пр. Шевченко, после войны — пр. Сталина).
В 1963 году в начале проспекта Металлургов был установлен памятник металлургу, выполненный известным запорожским скульптором Иваном Носенко. По замыслу скульптора, памятник символизирует рабочего металлургического комплекса. За спиной бронзового металлурга начинается промышленный район, дающий львиную долю поступлений в бюджеты города и Украины.

#### Предвоенная индустрия Запорожья
General Electric пришёл на рынок России с начала XX столетия, когда в стране начала создаваться энергетическая инфраструктура. В 1922 году Чарлз Стейметц, главный инженер Дженерал Электрик, написал Ленину письмо, предлагая помощь в восстановлении промышленности: «Я всегда буду рад помочь России советом и особенно энергетическим оборудованием». В 1929 году General Electric поставил локомотивы 3000 V DC для железных дорог, а в 1930 году — первые пять генераторов для Днепрогэса.
На энергетической базе ДнепроГЭСа развернулось строительство крупного промышленного комплекса чёрной и цветной металлургии. Главным стало сооружение Днепровского промышленного комбината, куда первоначально входили заводы:
- листовых сталей (позже — «Запорожсталь»),
- коксохимический (сейчас — «Запорожкокс»),
- шамотный,
- ферросплавов,
- ремонтно-механический (РМЗ),
- алюминиевый комбинат,
- завод инструментальных сталей (ЗИС, позже — «Днепроспецсталь») и др.

Начало строительства — 22 января 1931 года, а уже 1 мая 1932 года было завершено строительство цехов РМЗ, 10 октября выдал первую плавку электросталеплавильный цех ЗИС. В сентябре 1932 года начал выпускать продукцию шамотный завод, а спустя год — заводы ферросплавов и электродный. Самый крупный во всём металлургическом комплексе металлургический завод «Запорожсталь» начал действовать 16 ноября 1933 года, когда была задута первая — Комсомольская — домна, по мощности уступающая лишь домнам Магнитогорска. В мае 1934 года расформирован «Днепрокомбинатстрой», образованы:
- Днепровский алюминиевый комбинат (в составе:)
  - алюминиевый завод,
  - глинозёмный завод,
  - электродный завод,
- Комбинат «Запорожсталь»:
  - металлургический завод,
  - завод инструментальных сталей,
  - завод ферросплавов,
  - шамотный завод,
  - РМЗ.

В декабре 1935 года сдан в эксплуатацию первый в стране Днепровский магниевый завод. К 1937 году в Запорожье производилось 60 % алюминия, выпускаемого в стране, 60 % ферросплавов, 100 % магния, 20 % стального проката. В 1939 году стали самостоятельными:
- завод «Запорожсталь» имени Серго Орджоникидзе,
- завод «Днепроспецсталь» имени А. Н. Кузьмина,
- завод огнеупоров (бывший шамотный),
- завод ферросплавов,
- Днепровский алюминиевый завод имени С. М. Кирова,
- Днепровский электродный завод.

| 1923     | 1923 | 1926     | 1926 | 1933     | 1933 |
| тыс. чел | %    | тыс. чел | %    | тыс. чел | %    |
| 12,0     | 28,0 | 26,5     | 47,0 | 60,0     | 56   |

## Областной центр
В 1939 году город стал областным центром.

### ГодыВеликой Отечественной войны

#### Сдача города

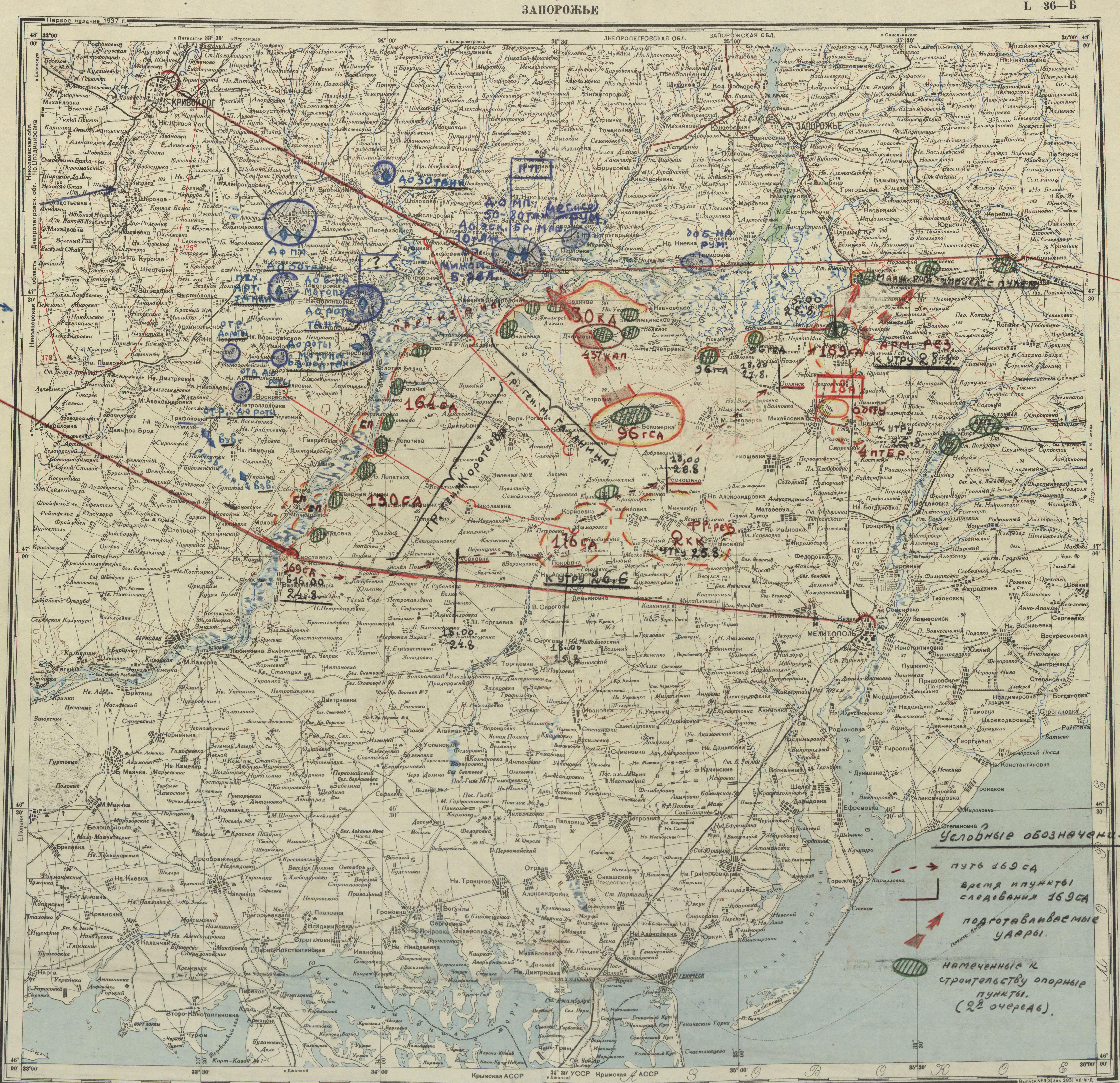
Оборона Запорожья в августе 1941 года.
Оперативная карта.

18 августа 1941 года немцы прорвали оборону советских войск западнее Запорожья. Для того, чтобы задержать наступление германских войск, советским командованием было принято решение о подрыве мостов, соединявших остров Хортицу с правым и левым (Запорожье) берегом Днепра и плотины ДнепроГЭС. В результате взрыва в плотине возникла пробоина длиной 135 или 165 метров, через которую хлынула вниз тридцатиметровая волна, вызывая разрушения и массовую гибель людей, оказавшихся в береговой зоне. В зону наводнения попали как немецкие войска, так и красноармейцы, которые осуществляли переправу через Днепр, а также мирные жители острова Хортица и прибрежной зоны. Число жертв среди красноармейцев и гражданского населения, вызванных взрывом Днепровской плотины, дискуссионно, так как подсчётов сразу не велось. В современной литературе встречаются оценки от 20 до 100 тыс. человек. Немецкое командование оценивало свои потери в живой силе в 1500 человек.. Эти числа не подкрепляются никакими документами. Есть попытка обосновать число жертв в 20—30 тысяч человек, вычисляя количество войск и беженцев, которые могли находиться на левом берегу Днепра до Херсона, методика данной попытки также оспаривается.
Воспользовавшись уцелевшим мостом на Старом Днепре, немцы вошли на остров Хортица и заняли его. Наступление немцев было столь стремительным, что к этому моменту не было эвакуации, не была проведена мобилизация военнообязанных, и многие остались в оккупации. Город защищали части и подразделения 274-й дивизии, 157-й полк НКВД, зенитчики войск противовоздушной обороны, истребительные батальоны и ополченцы. Шёл непрерывный обстрел города с о. Хортица. Это затрудняло эвакуацию. В ночь с 3 на 4 сентября войска Красной Армии и ополчения форсировали Днепр и высадились на о. Хортица с целью выбить немцев с острова. После освобождения острова обстрел города значительно ослабел. За короткое время запорожцам удалось вывезти 22 завода союзного значения, 26 предприятий лёгкой и пищевой промышленности, были эвакуированы институты, учебные заведения, театр, музей. Оборона города продолжалась полтора месяца — до 4 октября 1941 года.
К лету 1942 г. немцы восстановили ДнепроГЭС и частично восстановили «Запорожсталь», наладив выпуск продукции завода для нужд Германии.

### Оккупация
Во время оккупации немцами в городе была назначена городская администрация во главе с городским головой. За время оккупации было два головы: один — из местных немцев-меннонитов (Вибе), другой — украинец (Колесников). Администрация состояла из следующих отделов: общий, немецкий, управделами, сельскохозяйственный, жилищная секция, кадров, торговли, налогов, промышленности, финансов, городского хозяйства, транспорта, образования, здравоохранения и соцобеспечения.
До войны в городе жило около 300 тысяч человек. Часть жителей ушла в Красную армию в 1941 году, часть эвакуировалась с заводами, много молодёжи было угнано на работы в Германию (остарбайтеры). Во время оккупации немцы провели перепись населения, согласно ей на 1 мая 1942 в Запорожье жило 103 375 человек. Всего в Запорожье оккупантами было убито 43 тысячи человек (в том числе пять тысяч военнопленных), 58 тыс. человек было отправлено на принудительные работы в Германию.

### Освобождение города

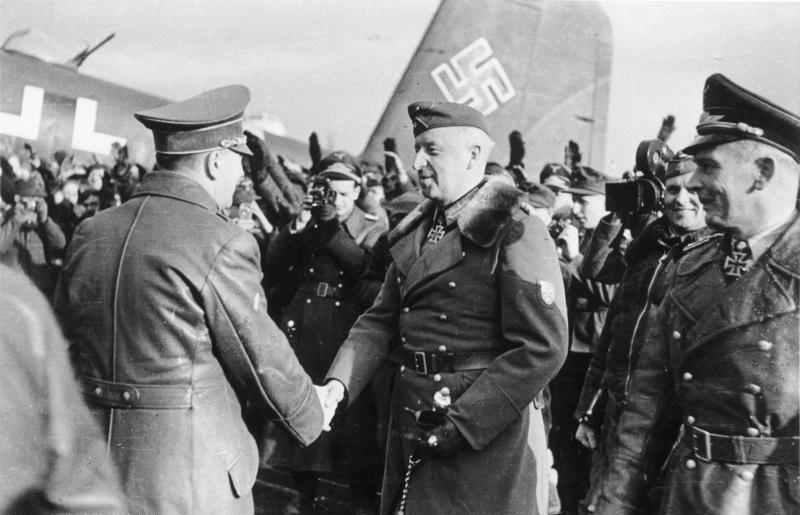
Встреча Гитлера и фельдмаршала фон Манштейна в Запорожье.
На переднем плане слева направо: А. Гитлер, Э. фон Манштейн и генерал Люфтваффе В. фон Рихтховен. 1943

К весне 1943 немцы были оттеснены к Запорожью, для обороны Запорожья ими был создан так называемый Запорожский плацдарм, который стал частью системы оборонительных сооружений вдоль реки Днепр, получившей название Восточного вала. Запорожский плацдарм был хорошо подготовлен к обороне, общая длина укреплённого района, построенного немцами на подступах к Запорожью, достигала 40 км, ширина — 18-25 километров. Немецкое командование сосредоточило на плацдарме 35 тысяч солдат и офицеров, около 600 пушек и миномётов, 200 танков.
17 февраля 1943 года Гитлер, обеспокоенный неудачами под Сталинградом, прилетел в Запорожье на встречу с Э. фон Манштейном с целью поставить на совещании генералитета задание любой ценой удержать Донбасс.
18 февраля Красная Армия заняла Синельниково (100 км от Запорожья). Гитлер, согласившись со всеми предложениями Манштейна о ходе военных операций в районе Донбасса, 19 февраля улетел.

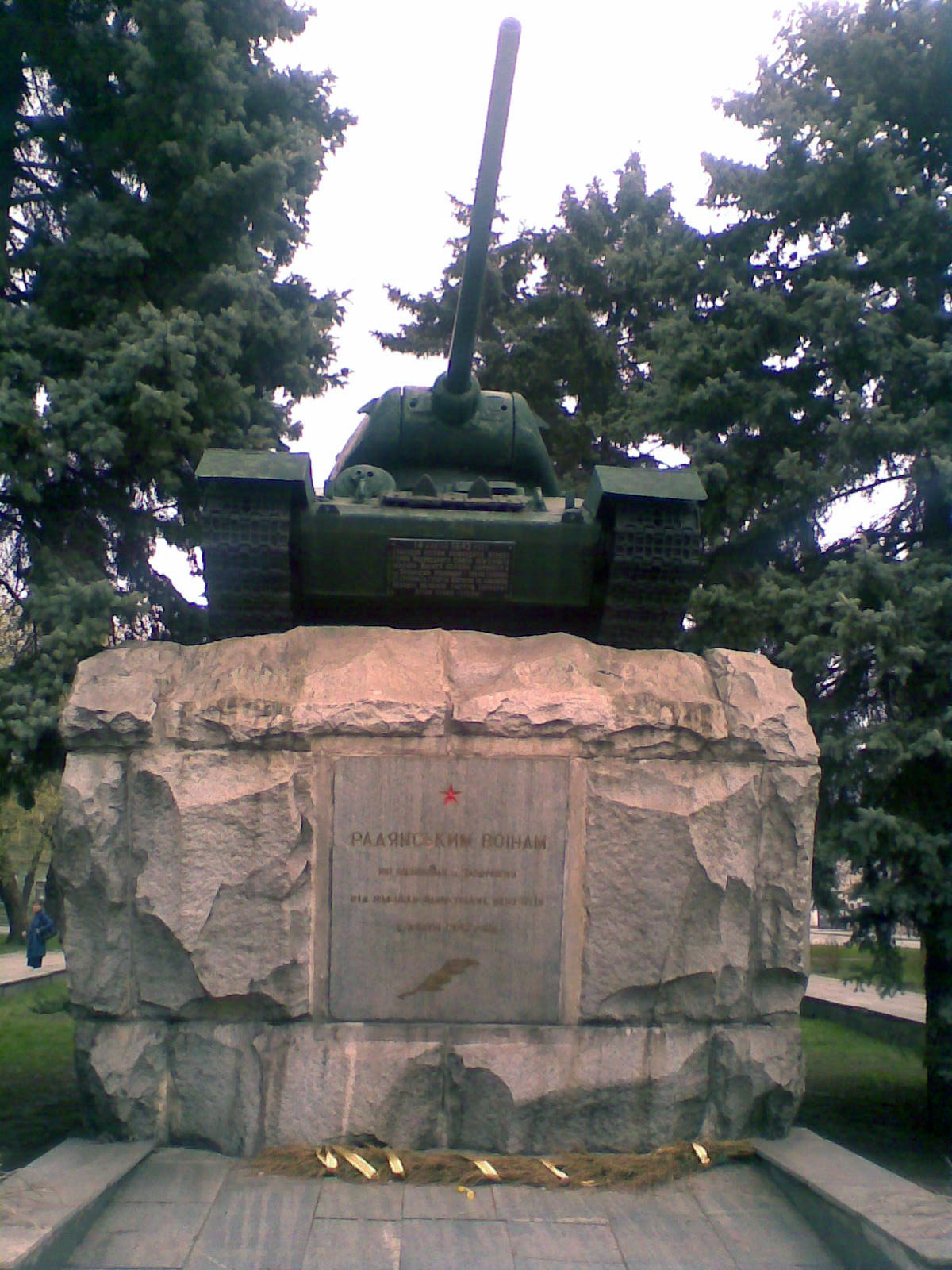
Памятник советским воинам, освобождавшим Запорожье в 1943. На танке Т-34 экипаж лейтенанта Яценко первым ворвался в город. На постаменте — Т-34 обр. 1944 г. (Т-34-85)

Во время оккупации немцы переименовали некоторые улицы, например, довоенная Совнаркомовская стала аллеей А. Гитлера (сегодня это ул. Независимой Украины), существовала и улица Гёте (ул. Трегубенко).
Город освобождали войска Юго-Западного фронта под командованием генерала Р. Я. Малиновского: 12-я армия генерал-майора А. Данилова, 8-я гвардейская армия В. Чуйкова, 3-я гвардейская армия Д. Лелюшенко, 23-й танковый и 1-й гвардейский механизированные корпуса, 17-я воздушная армия под командованием В. Судца.
Решающее наступление советских войск на Запорожье развернулось в ночь с 12 на 13 октября 1943 года, а в ночь с 13 на 14 октября начался штурм города. Во второй половине дня 14 октября 1943 года сильно укреплённый Запорожский левобережный плацдарм перестал существовать.
Однако Запорожье ещё довольно долго продолжало оставаться фронтовым городом. Разгромленные на левобережье немецкие войска закрепились на правом берегу Днепра и на о. Хортица. В ночь с 25 на 26 октября 1943 г. 60-я, 203-я, 244-я гвардейские стрелковые дивизии форсировали Днепр возле плотины ГЭС и захватили плацдарм на правом берегу. Советским разведчикам и сапёрам удалось спасти от полного уничтожения Днепровскую ГЭС, которую немцы готовили к взрыву.
В конце ноября 1943 года войска 6-й армии форсировали Днепр возле села Разумовка, южнее Запорожья. 25 ноября 1943 года вблизи Разумовки закрепились первые подразделения Красной армии. Плацдармы на севере и юге от Запорожья выстояли и начали расширяться. Под угрозой окружения в ночь с 29 на 30 декабря 1943 года немецкие войска отступили. Запорожье было окончательно освобождено.

### Послевоенная градостроительная политика

Проект новой части Запорожья, 1960-е

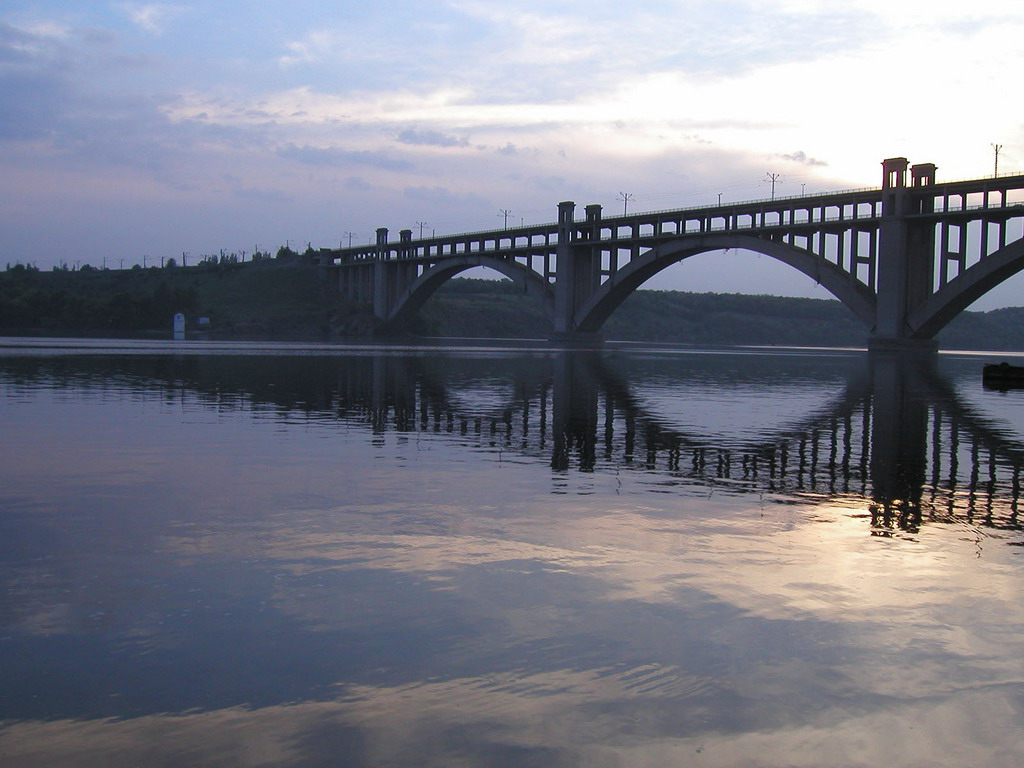
Большой мост Преображенского

Днепрогэс был восстановлен к 1947 году.
В восстановлении города в качестве первого секретаря обкома принимал участие Л. И. Брежнев.
Рост старой части города и новой (Соцгорода) привёл к их соединению в 1960-х годах. В это время были заложены новые крупные жилые массивы, в том числе Вознесенка (1950—1960-е гг., архитектор Г. Г. Вегман и др.); микрорайон № 100—101 (1963—1965, архитектор Г. Г. Вегман и др.), микрорайон на Космическом шоссе (1966—1971, архитектор Л. В. Зайцев), Шевченковский микрорайон (1968—1970, архитектор С. П. Шестопал).
В 1953 году был открыт киноконцертный зал им. М. И. Глинки, который был возведён по проекту архитектора Г. Г. Вегмана в начале 1950-х годов между улицами Добролюбова и Кагановича (современная ул. Трегубенко). У входа был установлен памятник композитору М. И. Глинке работы скульптора А. Страхова. В здании располагались два зрительных зала на 400 и 800 мест. Сейчас в здании есть два зрительных зала: большой концертный — на 772 места и камерный — на 120 мест. В филармонии проводятся симфонические и камерные концерты, сольные выступления артистов филармонии, музыкальные лектории, литературные гостиные, гастроли зарубежных исполнителей, областные и международные фестивали.
Тогда же построено новое здание Запорожского академического областного украинского музыкально-драматического театра имени В. Г. Магара (1947—1953, архитектор С. Д. Фридлин). Внутри здания театра находятся залы с мраморными колоннами, партер и ложи. Вместительность — до тысячи зрителей. Здание театра представляет собой произведение искусства эпохи соцреализма: барельефы и пилястры, лепка и роспись, хрустальные люстры, пол c мозаикой с рисунками плотины и домны. У фасада здания — восемь массивных колонн. Фронтон здания украшен гипсовой скульптурой девушки с лирой. У ног девушки расположились два комсомольца с бандурой. На барельефе чуть ниже основной композиции можно увидеть радостных людей в национальных костюмах, которые танцуют на фоне Днепрогэса и заводских труб.
Памятник В. И. Ленину был открыт в 1964 году (бронза, гранит), авторы скульпторы М. Г. Лысенко, Н. М. Суходолов, архитектор Б. И. Приймак, В. Е. Ладный. Статуя Ленина рукой указывает на ДнепроГЭС.
Кинотеатр имени А. П. Довженко открылся 16 апреля 1964 года. Первый фильм, показанный здесь, — «Крепостная актриса». Проектирование кинотеатра в начале 1960-х годов осуществлялось харьковским Горстройпроектом под руководством архитектора Г. Г. Вегмана. При проектировании авторы пытались создать классический кинотеатр с идеальной акустикой, оптикой.
На основании приказа № 303 Комитета по делам искусств при Совете Министров СССР от 26 мая 1948 г. в городе Запорожье был организован летний цирк, расположенный на территории городского парка Металлургов. Здание цирка было деревянное, летнего типа с общей вместимостью 1785 мест, работал цирк только в летний период. В декабре 1966 года началось строительство нового постоянно действующего цирка на 2000 мест, который начал работу в 1972 году.
В Запорожье снимался известный советский фильм «Весна на Заречной улице» (режиссёр М. Хуциев, 1956). В этом фильме можно увидеть, каким был город в послевоенные времена. Вечерняя школа, в которой учились герои, находилась на Кичкасе. Учительница, Татьяна Сергеевна, получила квартиру в доме, находящемся на площади Маяковского. В фильме также показан парк отдыха Металлургов, расположенный близко к плотине на 6-м посёлке. Многие сцены снимались на заводе «Запорожсталь».
Культурной и инженерной достопримечательностью города являются два двухъярусных моста через Днепр, соединяющих через о. Хортицу в направлении Никополя правый и левый берег Украины. Автор проекта мостов — инженер Б. Н. Преображенский. Мосты были открыты в 1953 г. Их высота (~54 м) считалась наибольшей на Украине, особенно со второго этажа, по которому двигается железнодорожный транспорт.

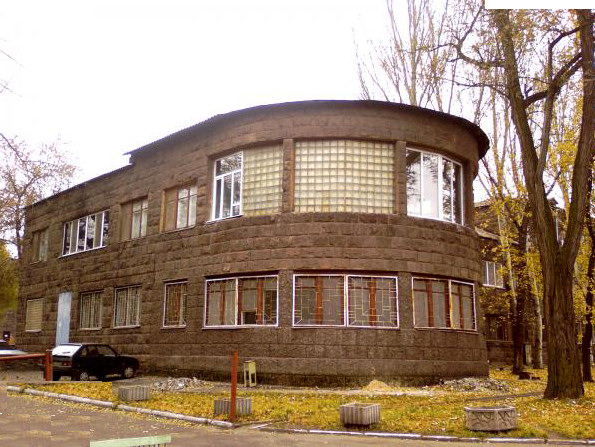
пр. Металлургов 7 (постройка 1935 года); Амбулатория Соцгорода
пр. Металлургов, 2 (постройка 1937 года); на фасаде цитата из сталинской конституции
ул. Независимой Украины, 21 (постройка 1933 года); бывшая гостиница Совнаркома
пр. Соборный 177 (постройка 1936 года);

### Дальнейшее развитие города

#### Металлургия
В 1950—1980-х гг. Запорожье продолжало развиваться как крупный промышленный город. К списку предприятий, построенных в 1930-е гг. и восстановленных после войны, прибавилось немало новых. В 1956 индустриальный комплекс города пополнился новым крупным предприятием цветной металлургии — вступил в строй Днепровский титано-магниевый завод (с 1970 г. — Запорожский титано-магниевый комбинат). Он построен на месте полностью разрушенного фашистами во время войны магниевого завода. В сжатые сроки было налажено производство титана — металла века, обладающего лёгкостью, прочностью, антикоррозионной стойкостью и другими ценными свойствами. К началу 1959 в строй действующих вошла вторая очередь завода, в том числе цехи по производству германия, используемого в электронике для создания полупроводниковых приборов.

#### Автомобильная промышленность
Завод «Коммунар» в 1960 изменил своё направление деятельности и вместо комбайнов начал выпускать микролитражные автомобили «Запорожец».

#### Электротехническая промышленность
В 1950—1960-х гг. были построены мощные электротехнические предприятия: Запорожский трансформаторный завод, завод высоковольтной аппаратуры, «Запорожкабель» «Преобразователь», Запорожский электроаппаратный завод, завод специального технологического оборудования и др. Это позволило изготавливать в Запорожье мощные трансформаторы общего и специального назначения, высоковольтные распределительные приборы, средства автоматизации.

#### Химическая промышленность
В 1961 начал выпускать продукцию завод искусственных кожаных изделий. В 1963 введён в эксплуатацию завод «Кремнийполимер», приступивший к изготовлению широкого ассортимента кремнийорганических смазок, лаков, эмалей, синтетических смол и др. В 1965 запущен завод промышленного производства кормов для животноводства, а чуть позже — завод резинотехнических изделий.

#### Образование
Появление в Запорожье предприятий, изготовлявших в значительных объёмах высокотехнологичную и наукоёмкую продукцию, изменило требования к подготовке специалистов. Поэтому в этот период бурно развивались машиностроительный, индустриальный и металлургический институты, техникумы и профессионально-технические училища.

#### Строительная индустрия
Восстановление и запуск металлургических гигантов первых пятилеток и постоянное строительство в Запорожье в 1950—1960-х гг. новых предприятий значительно обострили экологическую ситуацию в городе. В 1950—1960-е гг. большая часть жителей города ещё жила в бараках, которые были построены для тех сотен тысяч строителей, поднимавших после войны Запорожье из руин. Поэтому появление во 2-й половине 1960-х годов в городе домостроительного комбината и нескольких новых домостроительных трестов позволило на протяжении двух последующих десятилетий решить жилищный вопрос для многих семей запорожцев. Изменился и архитектурный вид города: исчезли кварталы бараков, на их месте появились новые микрорайоны многоэтажных домов со всеми современными коммунальными услугами.
В начале 1970-х началась активная застройка нового района города — Хортицкого — на правом берегу Днепра. Чуть позже к этому добавилось развитие новых микрорайонов города: Бородинского, Осипенковского, Южного. В 1970-х — начале 1980-х гг. на средства предприятий и государственного бюджета в городе были построены и начали действовать новые сооружения социально-культурного назначения: дворец спорта «Юность», дворцы культуры «Днепроспецсталь» и «Орбита», Дворец творчества юношества и молодёжи, цирк и др.
22 апреля 1972 было начато строительство 2-й очереди Днепрогэса, происходившее без остановки действующего оборудования ГЭС. 14 апреля 1980 г. 2-я очередь Днепрогэса была построена. В конце 1980-х гг. население города приблизилось к 900 тыс. человек.

#### «Период развитого социализма»

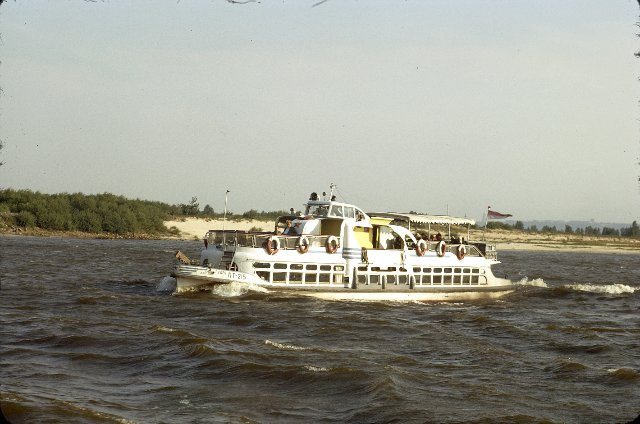
Речной трамвайчик

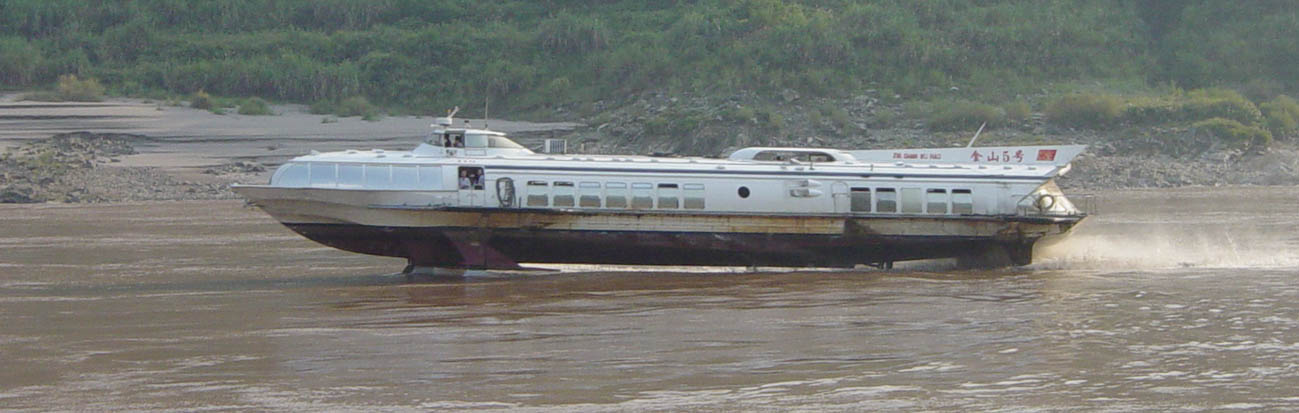
судно на подводных крыльях «Метеор»

Торжественное открытие детской железной дороги в Запорожье, 1972 г.

В конце 1950-х и в начале 1960-х годов старая Вознесенка быстро застраивалась панельными домами (от ул. Лермонтова вдоль ул. Победы в сторону бул. Центрального). Тогда же там был введён в строй новый полупроводниковый завод «Гамма» (п. я. № 77).
В поздние 1960-е появились теплоходы на подводных крыльях «Ракеты». На «Ракете» можно было добраться до Днепропетровска за час. Позже «Ракеты» были заменены более крупными судами на подводных крыльях «Метеорами», которые курсировали от Киева до Херсона.

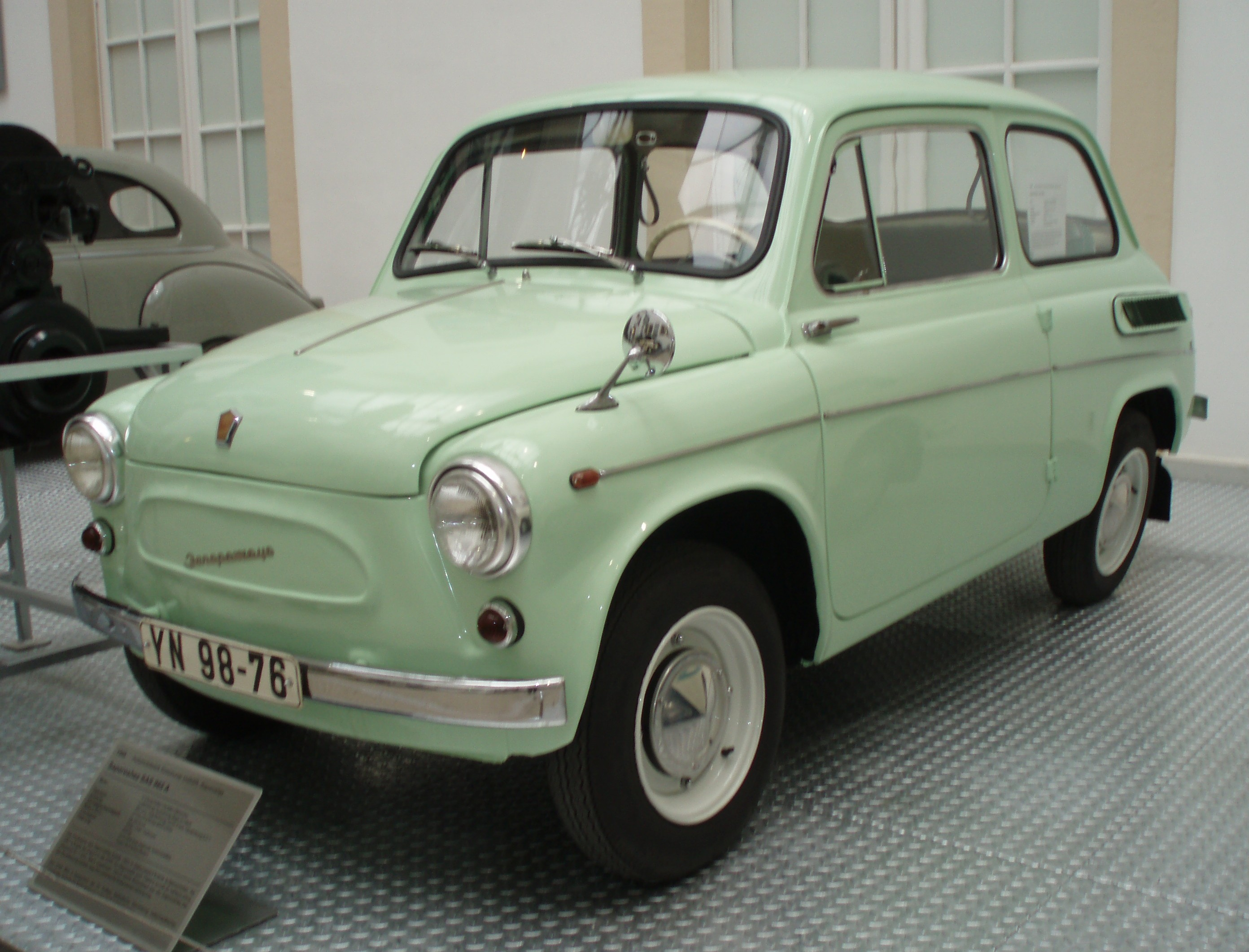
Горбатый Запорожец, прославивший Запорожье не менее ДнепроГЭСа
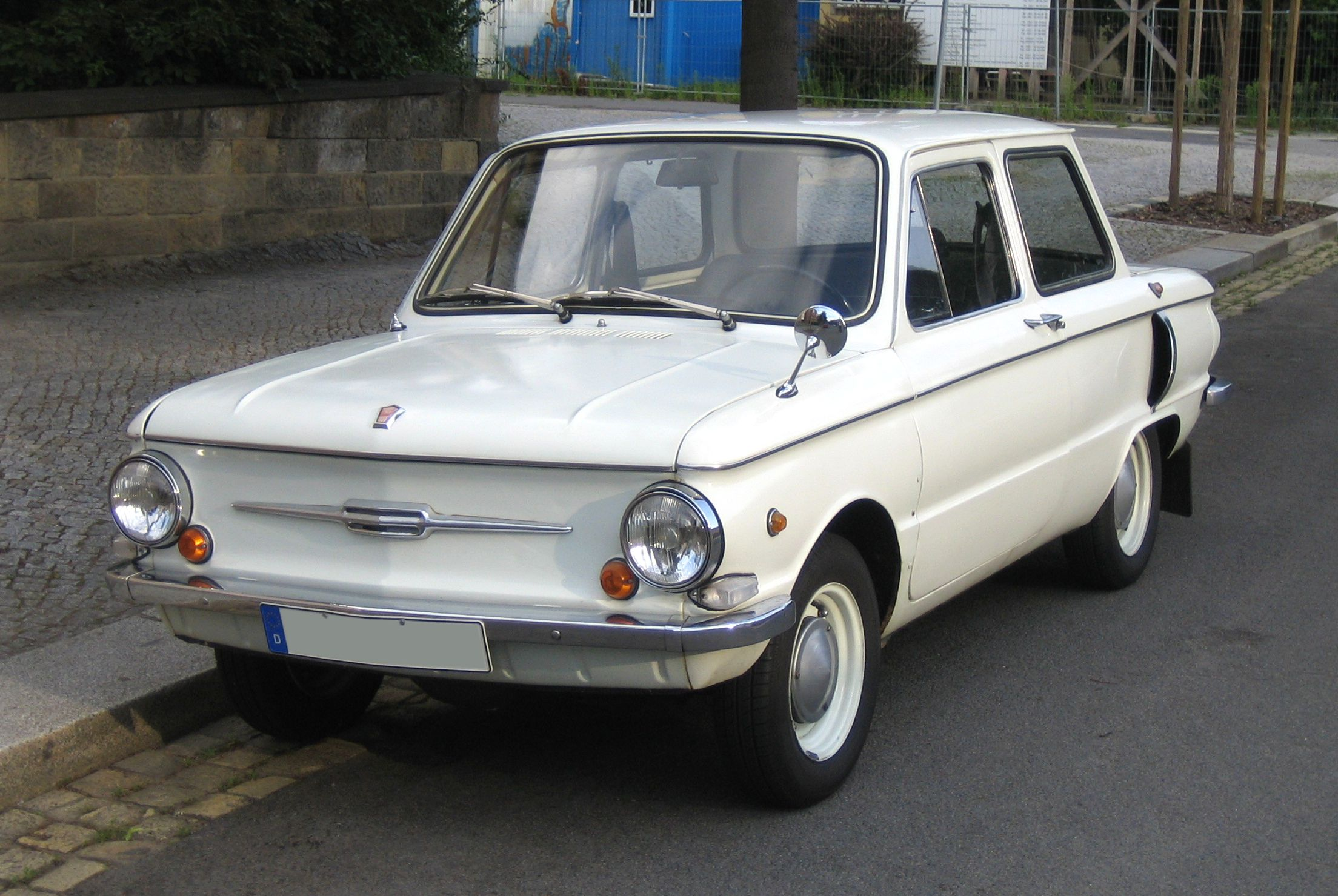
Такой же именитый «Ушастый» Запорожец, прозванный так из-за торчащих сзади воздухозаборников.

В 1977 году на Бабурке при участии чехословацких специалистов был построен новый пивзавод.

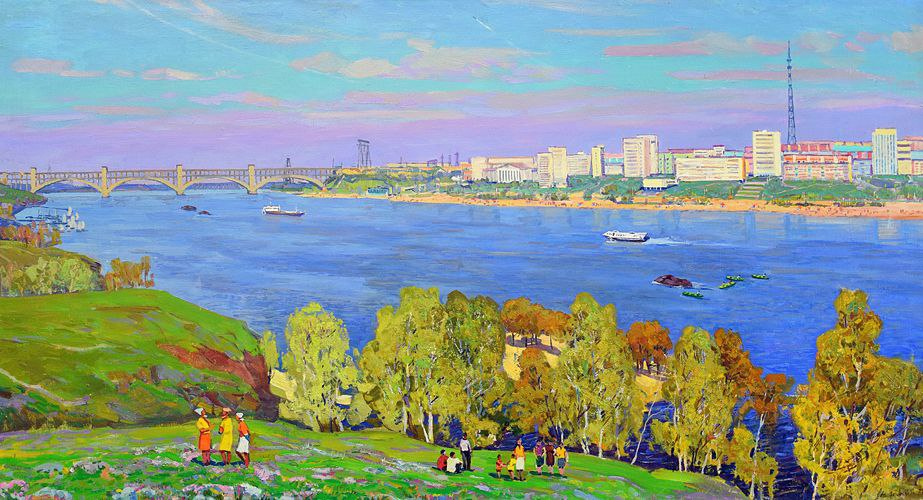
Художник Михаил Васильевич Акиншин: вид с острова Хортица на набережную в Запорожье, 1977 год

#### Евромайдан и последующие события
26 января 2014 г. перед зданием городской администрации состоялся несанкционированный многотысячный митинг в поддержку ассоциации с Европейским Союзом, сопровождавшийся штурмом облгосадминистрации. Под конец дня расходящихся митингующих разогнала милиция при поддержке добровольцев, вооружённых дубинками.
После смены правительства в результате евромайдана в феврале-начале апреля прошёл ряд митингов против инициатив новой власти и экстремизма националистических группировок.
13 апреля 2014 года на Аллее славы состоялся разрешенный городской администрацией пророссийский митинг. Вскоре после начала митинга сторонники Евромайдана окружили участников митинга, запугивая их, размахивая дубинками, забрасывая яйцами, рулонами туалетной бумаги, мукой и т. п. По сообщению УНИАН несколько евромайдановцев «прорвали кордон милиции между митингующими и устроили драку». Противостояние участников Евромайдана и Антимайдана длилось более трёх часов.
21 февраля 2016 года произошло противостояние с прибывшими из Мелитополя демонстрантами против сноса памятника Ленину. Один из автобусов демонстрантов забросали яйцами.